# Stamatios Kleanthis

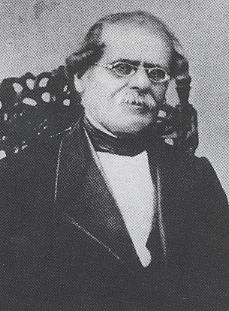
Stamatios Kleanthis.

Stamatios (Stamatis) Kleanthis (grekiska: Σταμάτιος (Σταμάτης) Κλεάνθης), född 1802 i Velventós, död 1862 i Aten, var en grekisk arkitekt.
Kleanthis studerade i Berlin under Karl Friedrich Schinkel och sedan byggde åtskilligt i det moderna Aten.